# Protaetia paulianiana
Protaetia paulianiana är en skalbaggsart som beskrevs av Franz Antoine 1989. Protaetia paulianiana ingår i släktet Protaetia och familjen Cetoniidae. Inga underarter finns listade i Catalogue of Life.